# Skotska frikyrkan
Skotska frikyrkan, (eng. Free Church of Scotland) även The Wee Frees, är en presbyteriansk och reformert kyrka i Skottland.
Skotska frikyrkan har idag över 100 församlingar i Skottland liksom två i London och fem i Nordamerika.

## Historia
År 1900 gick Free Church of Scotland ihop med United Presbyterian Church och bildade United Free Church of Scotland.
En minoritet inom den förstnämnda kyrkan höll sig dock utanför 1900 års union och bildade den Skotska frikyrkan.
Kyrkan har bedrivit mission i bland annat Sydafrika och som resultat därav bildades 1982 Free Church in Southern Africa.